# Stefan Ravasz
Stefan Ravasz (* vor 1984 in Pocking) ist ein deutscher Tontechniker.

## Filmografie (Auswahl)
- 1983–2024: Gernstl unterwegs
- 1999: Bayerische Italiener
- 2001: Denk ich an Deutschland - Adeus und Goodbye (von Peter Patzak)
- 2001: Amok (von Georg Stefan Troller)
- 2002–2010: Willi wills wissen
- 2003: Last Minute Jamaika
- 2005: Gernstls Reisen: Auf der Suche nach dem Glück
- 2005: Gernstls Kochgeschichten
- 2006: Gernstl in Wien, Istanbul, Nürnberg, München
- 2007: How to cook your life - Doris Dörrie